# جورج كولينز
جورج كولينز (21 سبتمبر 1889 في المملكة المتحدة - 23 يناير 1949 في المملكة المتحدة) (بالإنجليزية: George Collins)‏ هو لاعب كريكت بريطاني (وحمل سابقاً جنسية المملكة المتحدة لبريطانيا العظمى وأيرلندا). لعب مع Kent County Cricket Club ‏ ونادي مارليبون للكريكت ‏.

## وصلات خارجية
- جورج كولينز على موقع إي آس بي آن كريك إنفو (الإنجليزية)